# 釣寿生
釣 寿生（つり じゅい、2002年6月30日 - ）は、 兵庫県姫路市出身の元プロ野球選手（捕手）。右投右打。NPBでは育成選手であった。

## 経歴

### プロ入り前
小学2年生から「飾磨インパルス」で軟式野球を始め、姫路市立飾磨中部中学校では「姫路西リトルシニア」に所属する。
高校は京都市東山区の京都国際高等学校に進学。2年生の春に正捕手となる。2年生の夏の第101回全国高等学校野球選手権京都大会では決勝に進出したが、立命館宇治高等学校に2対3で敗れる。3年生の夏の第102回全国高等学校野球選手権大会はコロナ禍のなか中止となり、甲子園出場はならなかった。代替試合として行われた夏季京都府高等学校野球大会では、3回戦で敗退した。
2020年10月26日に行われたプロ野球ドラフト会議では、オリックス・バファローズから育成ドラフト4位指名を受け、11月18日に神戸市内にて入団交渉を行い、支度金300万円、年俸240万円（金額は推定）で契約合意。12月19日には入団発表会見が行われた。背番号は014。

### オリックス時代
2021年は、ウエスタン・リーグで10試合に出場し、打率.130、1打点を記録した。
2022年は、ウエスタン・リーグでも1試合のみの出場に留まった。本人曰くこの年で「もう終わりかな？」「辞めようかな」と感じ始めていたが、翌年の契約を提示して貰い、頑張ろうと思えたという。
2023年も、ウエスタン・リーグでは4試合の出場に留まり、10月30日に球団から戦力外通告を受けた。

### オリックス退団後
2023年12月20日、山川晃司、佐藤奨真とともに、社会人野球・ロキテクノ富山へ入団した。そして2024シーズン終了後に退団が発表され、現役引退を決断。
引退後は新しい職場を探す期間の中継ぎとして、祖母が経営する唐揚げ屋のアルバイトを行っている。

## 選手としての特徴・人物
二塁送球タイムは1.9秒を記録する強肩捕手。高校通算25本塁打を記録した。
中学の同級生に同じ年に横浜DeNAベイスターズに入団した小深田大地が、高校の同級生に福岡ソフトバンクホークスに入団した早真之介がいる。

## 詳細情報

### 年度別打撃成績
- 一軍公式戦出場なし

### 背番号
- 014（2021年[6] - 2023年）